# جوني كارسون (لاعب كرة قدم أمريكية)
جوني كارسون (بالإنجليزية: Johnny Carson)‏ هو لاعب كرة قدم أمريكية أمريكي، ولد في 31 يناير 1930 في أتلانتا في الولايات المتحدة، وتوفي في 1 أبريل 2009.

## وصلات خارجية
- جوني كارسون على موقع كلية كرة السلة في سبورتس رفرنس.كوم (الإنجليزية)
- جوني كارسون على موقع مرجع كرة القدم المحترفة.كوم (الإنجليزية)